# スーパーブルー
スーパーブルー（Superblue）は、1988年と1989年にブルーノート・レコードにおける2枚のアルバムをリリースしたアメリカのジャズ・バンド。

## スーパーブルー!
『スーパーブルー!』 - Superblue (1988年) ※ボビー・ワトソン、ロイ・ハーグローヴ、マルグリュー・ミラー、フランク・レイシー、ビル・ピアース、ケニー・ワシントン、ドン・シックラー、ロバート・ハーストを含むオクテット（8人編成）をフィーチャー
1. オープン・セサミ - "Open Sesame"
2. サマータイム - "Summertime"
3. マーヴェラス・マーヴィン - "Marvelous Marvin"
4. タイム・オフ - "Time Off"
5. クリフォードの思い出 - "I Remember Clifford"
6. コンサヴェイション - "Conservation"
7. ワンス・フォーゴトゥン - "Once Forgotten"
8. M & M - "M. and M."

## スーパーブルー2
『スーパーブルー2』 - Superblue 2 (1989年) ※シックラー、ワトソン、ハースト、ウォレス・ルーニー、ロビン・ユーバンクス、ラルフ・ムーア、リニー・ロスネス、マーヴィン・スミスをフィーチャー
1. フライト・トゥ・ジョーダン - "Flight to Jordan"
2. ニカの夢 - "Nica's Dream"
3. ラウンド・ミッドナイト - "'Round Midnight"
4. テイク・ユア・ピック - "Take Your Pick"
5. ブルー・マイナー - "Blue Minor"
6. 枯葉 - "Autumn Leaves"
7. ブルー・ボッサ - "Blue Bossa"
8. 月の砂漠 - "Desert Moonlight"
9. ロウ・タイド - "Low Tide"
10. クール・ストラッティン - "Cool Struttin"